# Ростислав Ярославич (князь сновский)
Ростислав (в крещении Иван) Ярославич (24.07.1171—после 1212) — князь сновский (1181—1203), вышгородский (1212), сын Ярослава Черниговского и его жены Ирины.
В 1191 году по поручению отца ходил на половцев с Игорем Святославичем новгород-северским. В 1203 году единственный упомянутый в числе Ольговичей князь, участвовавший в разгроме Киева. В 1212 году вместе с братом Ярополком был захвачен в Вышгороде во время похода смоленских князей против Всеволода Чермного.
11 июля 1187 года женился на дочери Всеволода Большое Гнездо Всеславе, сведений о детях не сохранилось.